# Agave atrovirens
Espèce
Classification phylogénétique
Synonymes
- Agave latissima
- Agave coccinea
- Agave mirabilis

Agave atrovirens est une espèce de plantes de la famille des Agavaceae vivant au Mexique.